# Kathy Zimmerman
Katherine „Kathy“ Zimmerman (* 1972) ist eine US-amerikanische Badmintonspielerin aus Denver. 

## Karriere
Kathy Zimmerman gewann 1995 die Puerto Rico International im Mixed mit Mark Manha. Im gleichen Jahr erkämpfte sie sich mit Ann French Bronze bei den Panamerikanischen Spielen im Damendoppel. Mit letztgenannter Spielerin wurde sie 1996 ebenfalls US-Meisterin im Damendoppel.

## Sportliche Erfolge
| Saison | Veranstaltung              | Disziplin   | Platz | Name                         |
| ------ | -------------------------- | ----------- | ----- | ---------------------------- |
| 1995   | Puerto Rico International  | Mixed       | 1     | Mark Manha / Kathy Zimmerman |
| 1995   | Panamerikaspiele           | Damendoppel | 3     | Ann French / Kathy Zimmerman |
| 1996   | USA: Einzelmeisterschaften | Damendoppel | 1     | Ann French / Kathy Zimmerman |